# Грибков, Анатолий Иванович
Анато́лий Ива́нович Грибко́в (23 марта 1919, село Духовое, Воронежская губерния — 12 февраля 2008, Москва) — советский военачальник, генерал армии (1976). Член ЦК КПСС (1981—1989).

## Детство и юность
Родился в деревне Духовое (ныне — Лискинского района Воронежской области) 23 марта 1919 года в семье крестьян Ивана Васильевича и Серафимы Кузьминичны Грибковых, русский. Имел 6 братьев и 3 сестры. За рождение и воспитание десятерых детей мать была впоследствии удостоена почётного звания и награждена орденом «Мать-героиня». Окончил 4 класса сельской школы и в 1936 году — семь классов школы крестьянской молодёжи в селе Масловка. В 1938 году окончил Тамбовский техникум механизации сельского хозяйства. Работал в колхозе, затем механиком Средне-Икорецкой машинно-тракторной станции.

## Начало военной службы
В Красной Армии с сентября 1938 года. Окончил Харьковское бронетанковое училище имени И. В. Сталина в декабре 1939 года, причём был выпущен из училища досрочно, и сразу направлен в действующую армию на фронт советско-финской войны. Командовал танковым взводом в составе пяти танков Т-26 39-й легкотанковой бригады полковника Д. Д. Лелюшенко. Участвовал совместно с частями 23-го стрелкового корпуса в февральском штурме «линию Маннергейма» и при прорыве рубежа обороны по реке Тайпален-Иокки. В одном из боёв танк Грибкова был подбит, машину с контуженным экипажем эвакуировали из-под огня сослуживцы.
После подписания перемирия с Финляндией в 1940 году переведён в Прибалтийский военный округ помощником начальника штаба отдельного танкового батальона по разведке, служил в Латвии. К концу лета 1940 года бригаду передислоцировали под Калугу, где на её базе была создана 18-я танковая дивизия. Вскоре его взял к себе адъютантом командир дивизии Ф. Т. Ремизов. Тогда же дивизия вошла в состав 7-го механизированного корпуса.
Член ВКП(б) с 1941 года (был кандидатом в члены партии с 1940 года).

## Великая Отечественная война
С первых дней Великой Отечественной войны в боях с гитлеровцами на Западном фронте, участвовал в Лепельском контрударе и в Смоленском сражении, командовал танковой ротой. В июле попал в окружение, после выхода из него зачислен в состав 127-й танковой бригады 16-й армии, с ней участвовал в дальнейших боях в Смоленской области. По приказу командующего войсками армии генерал-майора К. К. Рокоссовского в сентябре 1941 года направлен на учёбу для прохождения ускоренного курса Военной академии РККА имени М. В. Фрунзе. Учёба временно прервалась в октябре 1941 года при прорыве советского фронта: он был назначен командиром расчёта противотанкового орудия, сформированного из необученных московских ополченцев. Обучив свой расчёт, он почти месяц воевал на танкоопасных направлениях.
Затем был отозван обратно в академию, которая к тому времени эвакуировалась в Ташкент. По окончании академии в мае 1942 года назначен в корпус офицеров – представителей Генерального штаба в войсках. такие офицеры направлялись в армии, а также в действовавшие на особо важных направлениях корпуса и дивизии, они были независимы от командующих, при которых находились, имели право беспрепятственно пользоваться всеми средствами связи и передвижения и обязаны были докладывать в Генеральный штаб истинную обстановку, положение и состояние войск. Грибков служил представителем в 1-м танковом корпусе генерала М. Е. Катукова на Брянском фронте. С октября 1942 – представитель в 1-м механизированном корпусе генерала М. Д. Соломатина на Калининском фронте. Прошёл вместе с корпусом всю операцию «Марс», сначала при прорыве немецкой обороны, затем в многодневных боях в окружении и при обратном прорыве из окружения. Когда план прорыва был подготовлен, попросил назначить его командиром танка взамен погибшего офицера и возглавил ночную атаку на прорыв. В бою танк был подбит, но Грибков вновь отделался контузией.
Затем в качестве представителя Генерального штаба в 19-м танковом и 2-м гвардейском танковом корпусах участвовал в Севской операции в январе 1943 года, в Курской битве, в Донбасской наступательной операции. В июле 1943 года назначен представителем Генерального штаба по танковым войскам в штабе Южного фронта и в этой должности участвовал в битве за Правобережную Украину, в Крымской операции. Его отличные качества как штабного работника были замечены маршалом Советского Союза А. М. Василевским, который в начале 1944 года включил Грибкова в свою рабочую группу представителя Ставки Верховного Главнокомандования, а в мае 1944 года перевёл в Оперативное управление Генерального штаба на должность офицера-оператора прибалтийского направления.
За годы войны награждён пятью боевыми орденами: орденом Красного Знамени (по личному распоряжению генерала армии Г. К. Жукова, за операцию «Марс»), двумя орденами Отечественной войны, двумя орденами Красной Звезды (первый – за оборонительные бои летом 1941, был вручен генерал-майором К. К. Рокоссовским), медалью «За оборону Москвы».

## После войны
Первые годы после Победы служил в Оперативном управлении Генерального штаба. В порядке исключения по личному указанию А. М. Василевского направлен на учёбу в Высшую военную академию имени К. Е. Ворошилова, которую окончил в 1951 году с золотой медалью. С марта 1952 года служил начальником отдела оперативной подготовки штаба Ленинградского военного округа, с января 1956 года – начальником оперативного управления штаба Ленинградского военного округа. С декабря 1959 года начальник оперативного управления штаба Киевского военного округа.
Карибский кризис
С ноября 1960 года вновь в Генеральном штабе: заместитель начальника и с января 1961 года начальник оперативного управления Главного Оперативного управления. В мае 1962 года был одним из основных участников разработки плана операции «Анадырь» по переброске советских войск и ракетного вооружения из СССР на Кубу. В период Карибского кризиса с октября по ноябрь 1962 года находился на Кубе в качестве представителя министра обороны СССР во главе оперативной группы советских генералов и адмиралов. Имел задачу организовать отражение агрессии со стороны США силами группировки советских войск (42 тысячи человек) и кубинской армии. После урегулирования кризиса некоторое время занимался подготовкой работников кубинского Генерального штаба. Считался знатоком кубинских вопросов, затем также неоднократно направлялся на Кубу в различные командировки. Был лично знаком с Фиделем Кастро и Раулем Кастро.
С декабря 1963 года заместитель начальника Главного оперативного управления Генерального штаба. С июня 1965 по декабрь 1968 года командующий войсками 7-й гвардейской армии Закавказского военного округа, которая дислоцировалась в Армянской ССР.
С декабря 1968 года первый заместитель командующего войсками Ленинградского военного округа. В январе 1973 года назначен командующим войсками Ленинградского военного округа.
В 1975 и в 1978 годах окончил Высшие академические курсы при Военной академии Генерального штаба Вооружённых сил СССР.
С 23 апреля 1976 по 24 января 1989 года был начальником штаба Объединённых Вооружённых сил государств–участников Варшавского договора. Воинское звание генерал армии присвоено 29 октября 1976 года.
С января 1989 года в группе генеральных инспекторов Министерства обороны СССР.

## Общественная и партийная деятельность
- Депутат Верховного Совета СССР 8-11 созывов (1973—1989). При этом был депутатом Совета Союза 8-9 созывов (1973—1979) от Ленинградской области[7], депутатом Совета Национальностей 10-11 созывов (1979—1989) от Карельской АССР[3][8][9].
- Депутат Верховного Совета Армянской ССР.
- С 1976 по 1981 год кандидат в члены ЦК КПСС, с 1981 по 1989 год – член ЦК КПСС.
- Член ЦК компартии Армении.
- Депутат Ленинградского городского совета депутатов трудящихся, член Ленинградского областного комитета КПСС.
- Делегат ряда съездов КПСС и XIX Всесоюзной конференции КПСС.

## После отставки
С мая 1992 года в отставке. Жил в Москве.
С 1998 по 2002 год принимал участие в документальных сериалах «Шпионские игры – Во второй мировой войне», «Холодная война», «Школа времени». Автор нескольких книг и более ста журнальных публикаций.
Скончался 12 февраля 2008 года в Москве. Похоронен на Троекуровском кладбище.

## Семья и память
Супруга Грибкова Лидия Дмитриевна (1920–2017). Их дети, Станислав и Алла, скончались, оставив родителям внуков Алексея, Александра и Антона.
- На родине, в Лискинском районе Воронежской области, в бывшей школе № 12, где учился А. И. Грибков, был организован именной краеведческий музей, в котором представлены, фото, книги, публикации, генеральский мундир[13].
- В Лискинском районе установлен памятный каменный обелиск А. И. Грибкову, у которого в праздничные дни несут караул школьники.
- Одна из улиц города Лиски Воронежской области названа в его честь «улицей Генерала Грибкова»[14]; на улице установлен памятный знак.

## Воинские звания
- Лейтенант (декабрь 1941)
- Старший лейтенант (1941)
- Капитан (1942)
- Майор (1943)
- Подполковник (1946)
- Полковник (1950)
- Генерал-майор (18.02.1958).
- Генерал-лейтенант (23.02.1963).
- генерал-полковник (15.12.1972).
- генерал армии (29.10.1976).

## Награды и звания
| - Орден За заслуги перед Отечеством 4-й степени (06.05.2000, № 1359) - Три ордена Ленина (01.10.1963, 22.03.1979, 19.02.1986) - Орден Октябрьской Революции (21.02.1974) - Два ордена Красного Знамени (17.05.1943, 22.02.1968) - Два ордена Отечественной войны 1-й степени (06.06.1945, 11.03.1985) - Орден Отечественной войны 2-й степени (16.05.1944) - Три ордена Красной Звезды (09.08.1941, 23.02.1943, 30.04.1954) - Орден «За службу Родине в Вооружённых Силах СССР» 3-й степени, (17.02.1976) - Медали СССР, в том числе «За боевые заслуги» (20.06.1949), «За оборону Москвы» (1944), «Ветеран Вооружённых Сил СССР» (1984) Награды иностранных государств - Орден Шарнхорста (ГДР) - Орден Георгия Димитрова (Болгария, 1985) - Орден Народной Республики Болгария 1 степени (Болгария, 22.01.1985) - Орден Знамени Венгерской народной республики (Венгрия, 4.04.1985) - Орден «Эрнесто Че Гевара» 1-й степени (Куба, 29.05.1988) - Орден «Солидарность» (Куба, 1999) - Орден Боевого Красного Знамени (Монголия) - Орден Братства и единства 2-й степени (Югославия) - Медаль «30 лет Национальной Народной Армии» (ГДР) - Медаль «Братство по оружию» в золоте (ГДР, 14.05.1980) - Две медали «Братство по оружию» (Польша, 8.07.1980, 30.01.1985) - Медаль «За боевое содружество» I степени (Венгрия, 16.05.1980) - Медаль «Военная доблесть» I класса (Румыния, 6.05.1980) - Медаль «1300 лет Болгарии» (Болгария) - Медаль «За укрепление братства по оружию» - Медаль «100 лет Освобождения Болгарии от османского рабства» - Медаль «100 лет со дня рождения Георгия Димитрова» - Медаль «30 лет Болгарской народной армии» (Болгария, 14.09.1974) - Медаль «40 лет Победы над гитлеровским фашизмом» (Болгария, 16.05.1985) - Медаль «За укрепление дружбы по оружию» в золоте (ЧССР, 30.04.1980) - Медаль «40 лет освобождения Чехословакии Советской Армией» (ЧССР, 19.03.1985) - Медаль «60 лет Вооружённым силам МНР» (Монголия, 1981) - Медаль «50 лет Монгольской Народной Армии» (Монголия, 15.03.1971) - Медаль «40 лет Халхин-Гольской Победы» (Монголия, 26.11.1979) - Медаль «20-я годовщина Революционных Вооружённых сил Кубы» (Куба, 1976) - Медаль «30-я годовщина Революционных Вооружённых сил Кубы» (Куба, 24.11.1986) Почетные звания - Профессор Российской Академии естественных наук - Доктор исторических наук - Почётный гражданин городов Ярцево, Лиски (1996) - Почётный гражданин Воронежской области |

## Сочинения
В период военной службы под его редакцией вышло несколько научных сборников по военно-политическим вопросам. После выхода в отставку — автор нескольких книг мемуарного жанра:
- Грибков А. И. Братство по классу — братство по оружию. — М.: Знание, 1981. — 64 с.
- Грибков А. И. Судьба Варшавского договора. Воспоминания, документы, факты. — М.: Русская книга, 1998. — 208 с.
- Грибков А. И. Исповедь лейтенанта: Встречи с полководцами: К. К. Рокоссовский, Г. К. Жуков, А. М. Василевский, И. Х. Баграмян, М. В. Захаров, Р. Я. Малиновский, А. А. Гречко, С. С. Бирюзов, Н. И. Крылов, В. И. Чуйков.; Операция «Анадырь». — М.: Мысль, 1999. — 383 с. ISBN 5-244-00919-2[15].
- Грибков А. И. Записки офицера Генерального штаба. — М.: Мысль, 2000. — 156 с.; ISBN 5-244-00971-0.
- Грибков А. И. На службе Отечеству. — М.: Мысль, 2005. — 183 с.; ISBN 5-244-01063-8.
- Грибков А. И. Опыт управления коалиционными группировками войск. // Военно-исторический журнал. — 1984. — № 3. — С.27-34.
- Грибков А. И. На решающих направлениях. // Военно-исторический журнал. — 1985. — № 1. — С.64-76.
- Грибков А. И. «Доктрина Брежнева» и польский кризис начала 80-х годов. // Военно-исторический журнал. — 1992. — № 9. — С.46-57.
- Грибков А. И. Карибский кризис. // Военно-исторический журнал. — 1992. — № 10—12.; 1993 — № 1.
- Грибков А. И. Как оформлялись топокарты для Верховного. // Военно-исторический журнал. — 1995. — № 3.; — С.28-32.
- Грибков А. И. Генерал армии С. П. Иванов из смоленской деревни Поречино. // Военно-исторический журнал. — 2007. — № 9. — С.11-13.